# Post Office Hill
Der Post Office Hill (englisch für Postamtshügel) ist ein markanter, 430 m hoher Hügel, der 6,5 km nordwestlich des Knoll den Ort der Kolonie von Adeliepinguinen am Kap Crozier am östlichen Ende der antarktischen Ross-Insel überragt.
Teilnehmer einer von 1958 bis 1959 durchgeführten Kampagne der New Zealand Geological Survey Antarctic Expedition kartierten und benannten ihn. Namensgebend war die Begebenheit, bei der während der britischen Discovery-Expedition (1901–1904) im Januar 1902 an einem Pfahl inmitten eines Steinhaufens in der Pinguinkolonie Nachrichten für das Rettungsschiff Morning hinterlassen wurden. Der Ort ist in der Liste der historischen Stätten und Denkmäler in der Antarktis unter der Nummer HSM 69 gelistet.